# Nürnberg (гурт)
Nürnberg — білоруськомовний пост-панк гурт. Заснований в 2016 році в Мінську.  Учасники: Юрій Лугавцов (вокал, бас-гітара) та Олег Савутін (гітара).
У звичайному житті Олег Савутін працює медиком.

## Історія
Учасники гурту познайомилися ще в школі і в основному виконували кавери. Однак текст і музика пісні «Žorstka», були написані ще в 2013 році, коли вони були в одинадцятому класі. «Nürnberg» виступав на фестивалях і концертах по всій Білорусі, Польщі, Росії, Латвії та Литві.
Перша демо-версія вийшла в серпні 2017 року. У той час «Nürnberg» почали записувати свій EP під назвою «U nikudy», який вийшов 8 січня 2018, а 17 січня німецький лейбл Squall Recordings видав реліз на касетах. 5 листопада 2018 року гурт випустив дебютний альбом — «Skryvaj». 4 грудня альбом вийшов на касетах: на німецькому лейблі Squall Records, а також на американському Death Shadow Records. Диски випущені російським Sierpien Records.
Портал Tuzin FM назвав гурт Відкриттям 2018 року.
20 квітня 2020 року «Nürnberg» випустили другий альбом під назвою «Paharda». Запис, зведення та мастеринг альбому здійснив Роман Камагорцев, гітарист гурту «Molchat Doma». 15 січня 2021 року Death Shadow Records випустили альбом на вінілі.
1 січня 2021 року журнал Eatmusic написав, що цей пост-панк гурт заслуговує на увагу.
1 лютого 2023 «Nürnberg» випустили свій EP із новим звучанням під назвою «Ahida» .

## Музичний стиль
Учасників гурту надихає сіре оточення та загальна нудьга. За словами Юрія, вони не роблять чистий пост-панк, а змішують його з різними стилями. Також, за його словами, великий вплив на них справила німецька та польська нова хвиля, радянські гурти, зокрема «Кино», британський «The Cure» та інші. Добре відгукуються про гурти «Петля пристрастя», «Molchat Doma» та «Skroź». На початку вони часто виконували кавери на пісні «Akute».
Гурт спробував знайти барабанщика, але учасникам не сподобалось таке звучання, тому замість нього вони використовують драм-машину .
У назвах своїх пісень та альбомів «Nürnberg» використовують білоруську латинку. Обкладинку першого альбому прикрашає фотографія Анрі Картьє, одного з найвідоміших і найвпливовіших фотографів 20 століття. Обкладинка альбому "Pahrada" виконана в стилі супрематизму.

## Назва
Назва гурту походить від міста Нюрнберг і пов'язана з історією коронації великого князя литовського Вітовта. Церемонія, призначена на 8 вересня 1430 року, не відбулася, оскільки поляки не пропустили делегацію, яка везла вироблені у Нюрнберзі корони Вітовта та його дружини Уляни. У жовтні у Вільнюсі Ягайло пропонував компроміс, дозволив коронацію, якщо після його смерті корона короля Литви дісталася б одному із синів Ягайла. Останні листи Вітовта свідчать про те, що він погодився на таке рішення. Проте його прагнення стати королем не здійснилося: 27 жовтня 1430 року в місті Тракай Вітовт раптово помер.